# Ève Gagnier
Pour les articles homonymes, voir Gagnier.
Ève Gagnier est une actrice et une doubleuse québécoise née le 12 novembre 1930 et morte le 19 septembre 1984 à Montréal (Canada).

## Biographie
Soprano et actrice québécoise, Ève Gagnier naît à Montréal le 12 novembre 1930. Comme études, elle a suivi des cours au CMM avec Martial Singher pour le chant, Auguste Descarries (piano) et Marcel Grandjany (harpe). Elle a été chanteuse dans de nombreux rôles d'opérette tel que Hansel & Grettel, ainsi dans la pièce de Michel Tremblay, L'Impromptu d'Outremont où elle jouait avec l'une de ses plus grandes amies, la talentueuse Monique Mercure.
Ève Gagnier fut également doubleuse. Elle a prêté sa voix dans de nombreuses émissions télévisées pour enfants de Société Radio-Canada, notamment dans Passe-Partout où elle était la voix de la marionnette Cannelle, sans oublier l'émission À plein temps.
À l'instar de sa sœur Claire Gagnier, chanteuse de grand talent, Ève a aussi chanté dans de nombreux opéras et opérettes. Elle décède en 1984 à la suite d'une insuffisance rénale qui n'a pas été correctement traitée (elle n'avait qu'un seul rein). Une rue de Pointe-aux-Trembles (Montréal) porte son nom depuis 1989. 
Elle était la fille du musicien René Gagnier, petite-fille du trompettiste Joseph Gagnier et avait également un frère, le musicien Gérald Gagnier.

## Filmographie partielle

### Cinéma
- 1957 : Le Survenant (série télévisée) : Tite-Ange
- 1972 : Françoise Durocher, waitress - l'une des Françoise Durocher
- 1974 : Il était une fois dans l'Est : Belle-sœur
- 1977 : Le soleil se lève en retard : Une tante
- 1978 : Les Voyages de Tortillard : Stella (voix)
- 1984 : Sonatine

### Télévision
- 1957 : Au chenal du moine (série télévisée) : Tite-Ange
- 1977 - 1979 : Passe-Partout (série télévisée) : Cannelle (voix)

### Doublage
- Passe-Partout (1977 à 1979) : voix de Cannelle
- Les Pierrafeu (1960-1966): Agathe
- Les Petits Pierrafeu (1971-1976) : Agathe
- Charlie Brown (dessin animé) : voix de Charlie Brown
- Le Robinson suisse (feuilleton télévisé de 1976) : Marie
- Heidi (dessin animé de 1974) : Heidi
- Les Voyages de Tortillard (1977-1980) : Stella
- Belle et Sébastien : Lisa Gonzalez (ép. 13 & 14)
- Fraggle Rock (série d'animation de 1983) : la grenouille Red
- Charlie Brown (dessin animé, 1983-1984) : voix de Charlie Brown
- La Petite Maison dans la prairie : Nellie Oleson (Alison Arngrim, dans quelques épisodes doublés à Montréal)
- Fraisinette (dessin animé, 1981-1982): Fraisinette
- Princesse Saphir (dessin animé, 1967-1968) : Tchinx
- Astro le petit robot (dessin animé, 1981-1982) : Uranie / Natasha
- Madame et son fantôme : Kellie Flanagan